# Gheorghe Chivu (poet)
Gheorghe Chivu (n. 2 decembrie 1912, Chirnogeni, județul Constanța – d. octombrie 1986, Sighet) a fost un poet și pictor român.

## Biografie
Urmează școala primară și secundară la Constanța, apoi cursurile Seminarului Teologic la Constanța, Dorohoi și Galați. Între 1934 și 1940 urmează Academia de Arte Frumoase din București, fiind elevul lui Camil Ressu. Frecventează cenaclul „Sburătorul”. Debutează cu poezie în „Luceafărul” (1938). Devine profesor de desen la Medgidia, Oradea, Șimleul Silvaniei și Sighet.

## Volume de versuri
- Zumbe (1946)
- Apocrife (1969)
- Metope (1972)
- Cantoria (1980)
- Brazde străbune (1984)

## Afilieri
- Membru al Uniunii Scriitorilor din România

## Premii
- Premiul Scriitorilor Tineri al Fundațiilor Regale (1946)
- În 1946 primeste "Premiul scriitorilor needitați", pentru volumul "Zumbe"